# 中央 (中野区)

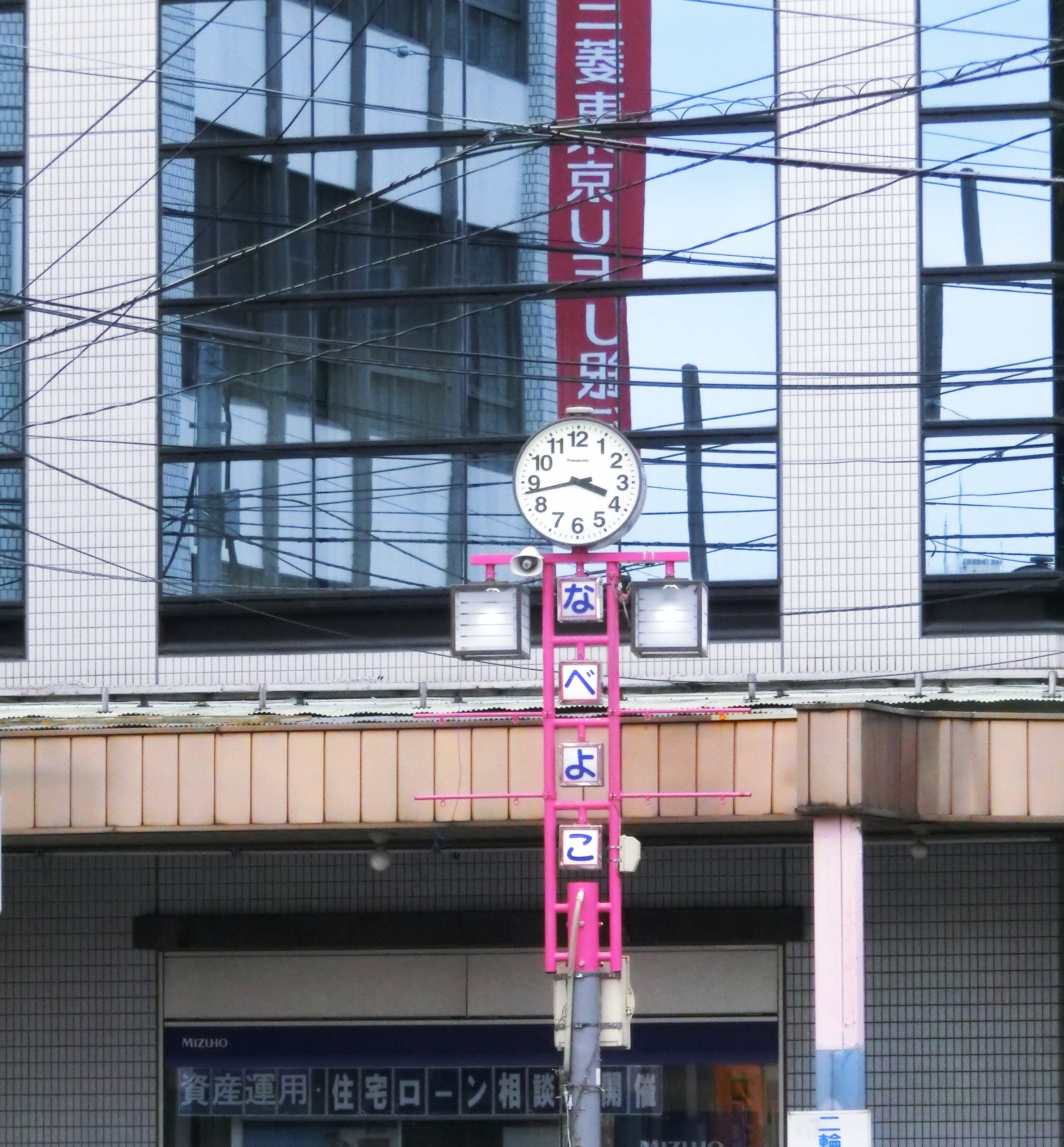
鍋屋横丁

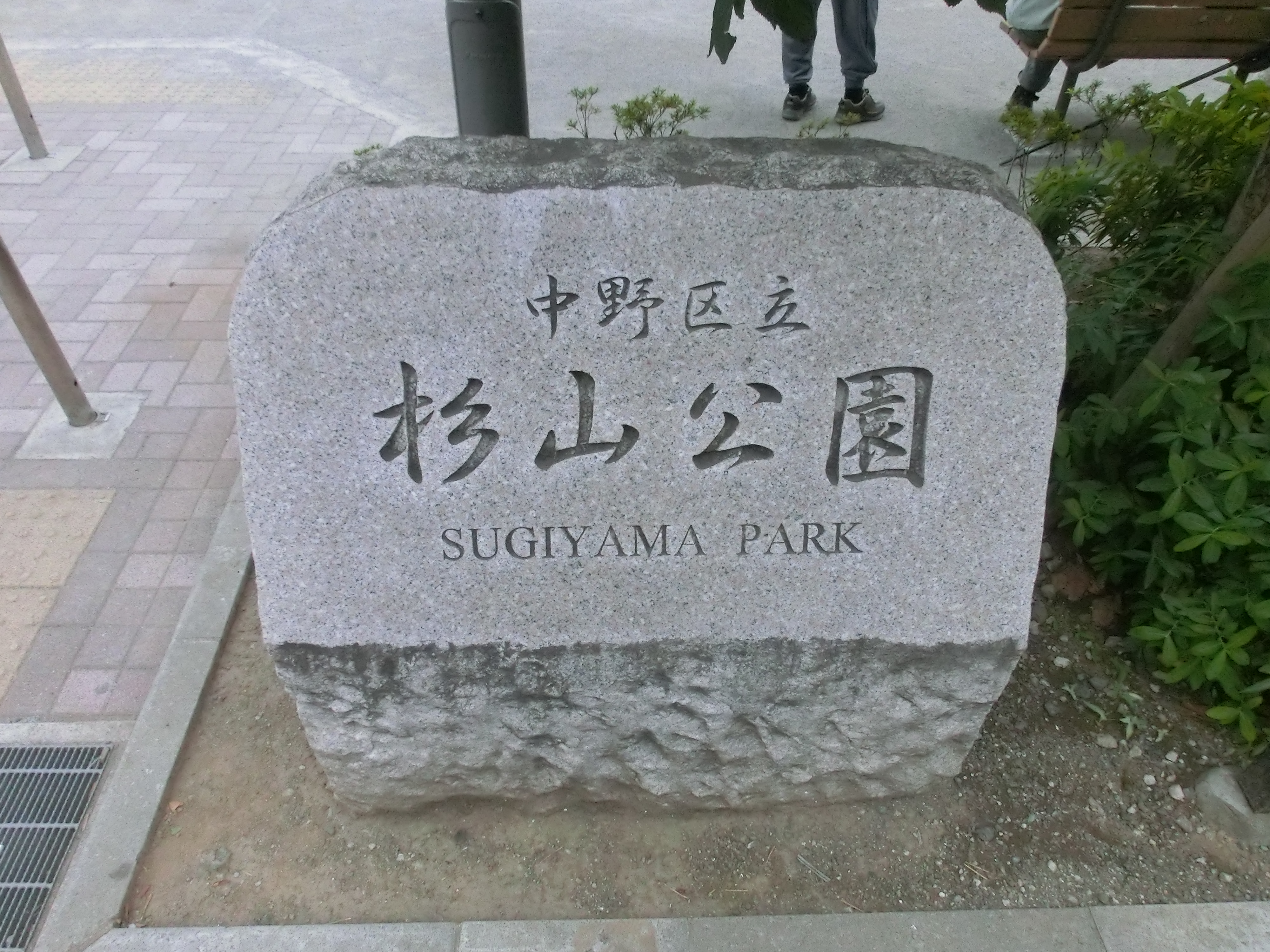
杉山公園

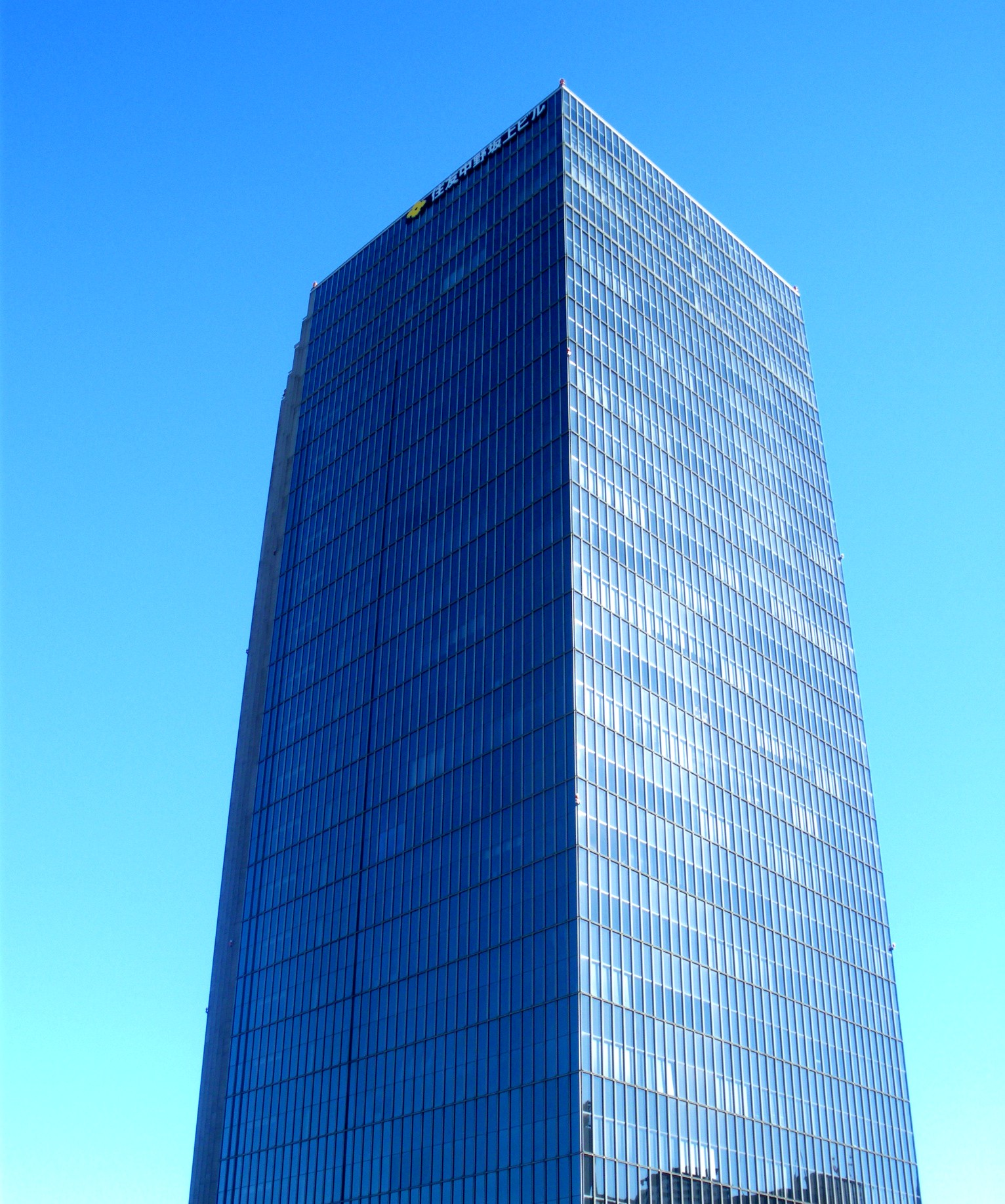
住友中野坂上ビル

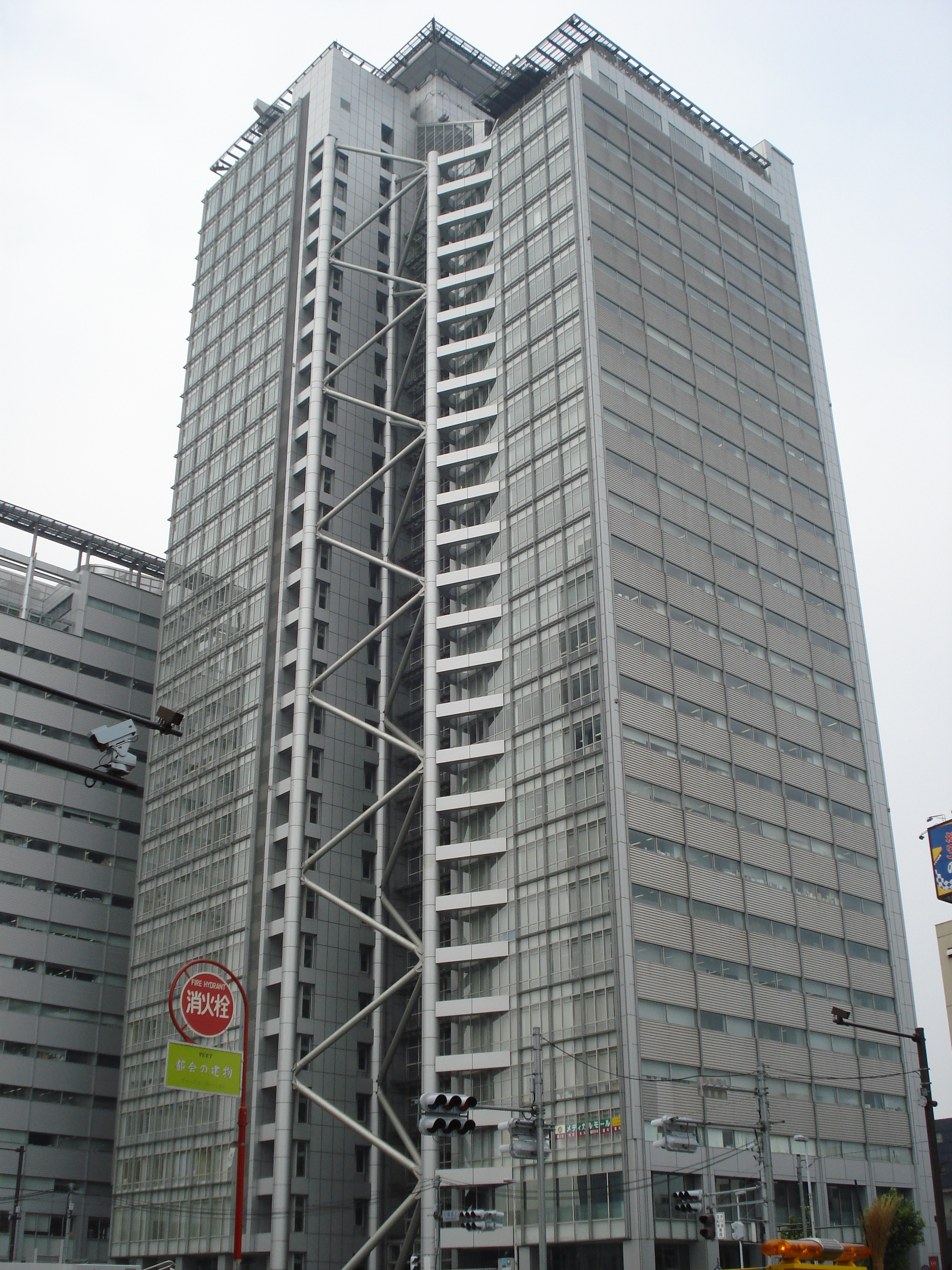
中野坂上サンブライトビル

中央（ちゅうおう）は、東京都中野区にある地名であり、現行行政地名は中央一丁目から中央五丁目。住居表示実施済区域。

## 概要
中野区のほぼ中央部に位置する。東部は神田川を境に新宿区北新宿に接する。南部は青梅街道を境に中野区本町に接する。北部は大久保通りを境に中野区東中野・中野に接する。西部は杉並区高円寺南に接している。地域内を中野通りと山手通りが縦貫している。
いわゆる、木賃ベルト地帯の一角でもあり、幹線道路沿いを除けば住宅街となっているところが多い。一戸建てのほかマンションやアパートも多く見られ、一人暮らしをしている若年層の住民も見られる。
当地には青梅街道に沿って、東部には丸ノ内線の中野坂上駅、西部には新中野駅がある。中野坂上駅の交差点付近は、近年の再開発により当地や本町にオフィスが入った高層ビルが立ち並ぶようになり、交差点付近の景観も変わった。また、当地は新宿駅からも比較的近く、青梅街道沿いにはオフィスビルも見られる。青梅街道ともみじ山通りの交差点付近は両道路沿いを中心に、昔ながらの商店が集まったアーケード街があり、鍋屋横丁として活況を呈している。また南西部に位置する、青梅街道と中野通りの交差点は当地に所在する杉山公園に因んで杉山公園交差点と呼ばれている。この中野通り沿道にも、JR・東京メトロ中野駅へと続く商店街が賑わいを見せている。

## 地理・自然

### 地形
この地域は武蔵野台地の中央部に位置する。
中野区の南東部では、東進してきた神田川が北上し、桃園川（現在は暗渠化）が合流している。この2つの川により舌状台地が形成され、これを中野台地と呼ぶ。
この台地は東西に平坦で、青梅街道が走っている。この街道の北側と大久保通り（桃園川沿いを並走する道）の間が「中央」、街道の南側と神田川の間が「本町」である。
「中央」は更に、「台地の上の部分」と「台地の斜面および川沿い」の2つに分けられる。前者は青梅街道沿いにオフィスビル、商業施設、マンションなどが立ち並ぶ。街道の裏手は住宅地となっている。後者も住宅地であるが、学校用地としての利用が特徴的である。
標高の最高地点は5丁目の青梅街道西端で38m、最低地点は1丁目の神田川の末広橋のたもとで23m、となっている（神田川の河床部分は除く）。
斜面部分の標高差は、中野坂上を例に挙げると、中野坂上交差点が34m、北側の宮下交差点が25m、東側の淀橋が26m、南側の長者橋が26mとなっており、周囲とは8-9mの標高差がある。
この標高差のため、やや急な坂が多く、滑り止め模様付きのコンクリート舗装や階段状の歩道も見られる。また、崖や擁壁となっている部分もある。

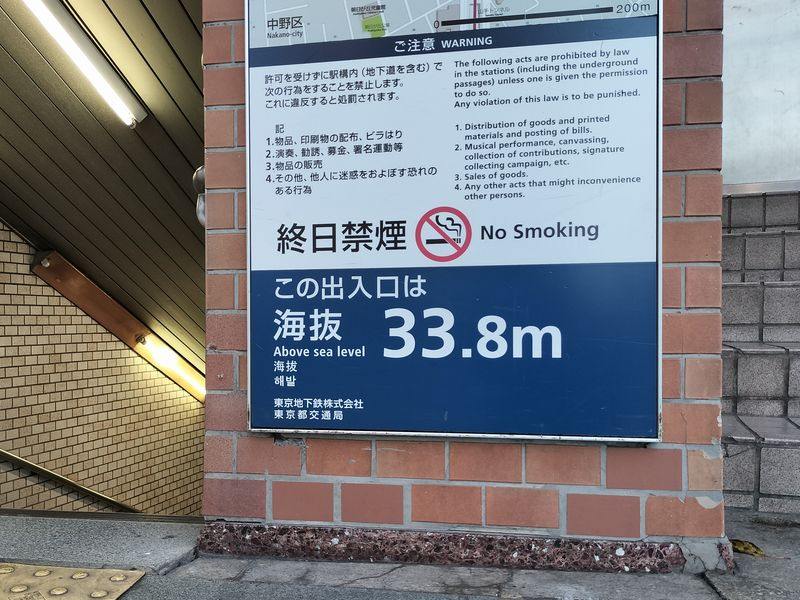
中野坂上駅2番出入口の海抜表示

### 川
- 神田川
- 桃園川（暗渠）

### 地価
住宅地の地価は、2025年（令和7年）1月1日の公示地価によれば、中央1-21-13の地点で128万円/m2、中央2-45-4の地点で71万円/m2となっている。

## 旧町名と現町名との対比
中央は1967年6月1日住居表示実施。
- 中央一丁目 = 宮園通一丁目の一部、川添町の一部、塔の山町の一部、本町通一丁目の一部、小淀町
- 中央二丁目 = 宮園通一丁目の一部、宮園通二丁目の一部、塔の山町の一部、本町通二丁目の一部、本町通三丁目の一部、宮前町
- 中央三丁目 = 宮園通三丁目の一部、本町通三丁目の一部、本町通四丁目の一部、上町の一部、仲町
- 中央四丁目 = 宮園通三丁目の一部、宮園通四丁目の一部、上町の一部、橋場町の一部、本町通四丁目の一部、本町通五丁目の一部
- 中央五丁目 = 宮園通四丁目の一部、宮園通五丁目の一部、橋場町の一部、本町通五丁目の一部、本町通六丁目の一部

## 世帯数と人口
2023年（令和5年）1月1日現在（東京都発表）の世帯数と人口は以下の通りである。
| 丁目       | 世帯数     | 人口     |
| ---------- | ---------- | -------- |
| 中央一丁目 | 3,860世帯  | 5,729人  |
| 中央二丁目 | 4,196世帯  | 6,451人  |
| 中央三丁目 | 3,674世帯  | 5,427人  |
| 中央四丁目 | 4,309世帯  | 6,585人  |
| 中央五丁目 | 3,499世帯  | 5,420人  |
| 計         | 19,538世帯 | 29,612人 |

### 人口の変遷
国勢調査による人口の推移。
| 年                 | 人口   |
| ------------------ | ------ |
| 1995年（平成7年）  | 26,828 |
| 2000年（平成12年） | 26,627 |
| 2005年（平成17年） | 27,613 |
| 2010年（平成22年） | 27,662 |
| 2015年（平成27年） | 29,189 |
| 2020年（令和2年）  | 30,982 |

### 世帯数の変遷
国勢調査による世帯数の推移。
| 年                 | 世帯数 |
| ------------------ | ------ |
| 1995年（平成7年）  | 13,974 |
| 2000年（平成12年） | 14,990 |
| 2005年（平成17年） | 16,436 |
| 2010年（平成22年） | 17,145 |
| 2015年（平成27年） | 18,460 |
| 2020年（令和2年）  | 20,033 |

## 学区
区立小・中学校に通う場合、学区は以下の通りとなる（2024年4月現在）。
| 丁目       | 番地                  | 小学校                 | 中学校               |
| ---------- | --------------------- | ---------------------- | -------------------- |
| 中央一丁目 | 全域                  | 中野区立塔山小学校     | 中野区立中野東中学校 |
| 中央二丁目 | 1〜30番 33〜34番 45番 | 中野区立塔山小学校     | 中野区立中野東中学校 |
| 中央二丁目 | 31〜32番 46〜48番     | 中野区立中野第一小学校 | 中野区立第二中学校   |
| 中央二丁目 | 35〜44番 49〜59番     | 中野区立谷戸小学校     | 中野区立中野東中学校 |
| 中央三丁目 | 全域                  | 中野区立谷戸小学校     | 中野区立中野東中学校 |
| 中央四丁目 | 全域                  | 中野区立桃花小学校     | 中野区立中野中学校   |
| 中央五丁目 | 全域                  | 中野区立桃花小学校     | 中野区立中野中学校   |

## 交通機関

### 鉄道
東西方向の青梅街道地下には東京メトロ丸ノ内線が、南北方向の山手通り地下には都営地下鉄大江戸線が走っている。
- 中野坂上駅 - 青梅街道と山手通りの交差点地下にある。正式な場所は都営の駅は中央2丁目、メトロの駅は本町2丁目である。
- 新中野駅 - 中央4丁目、鍋屋横丁の最寄り駅。

## 事業所
2021年（令和3年）現在の経済センサス調査による事業所数と従業員数は以下の通りである。
| 丁目       | 事業所数    | 従業員数 |
| ---------- | ----------- | -------- |
| 中央一丁目 | 222事業所   | 4,173人  |
| 中央二丁目 | 256事業所   | 3,074人  |
| 中央三丁目 | 196事業所   | 1,714人  |
| 中央四丁目 | 257事業所   | 2,510人  |
| 中央五丁目 | 238事業所   | 2,422人  |
| 計         | 1,169事業所 | 13,893人 |

### 事業者数の変遷
経済センサスによる事業所数の推移。
| 年                 | 事業者数 |
| ------------------ | -------- |
| 2016年（平成28年） | 1,178    |
| 2021年（令和3年）  | 1,169    |

### 従業員数の変遷
経済センサスによる従業員数の推移。
| 年                 | 従業員数 |
| ------------------ | -------- |
| 2016年（平成28年） | 13,110   |
| 2021年（令和3年）  | 13,893   |

### 主な企業
- 高見沢サイバネティックス - 券売機などのメーカー。2丁目の青梅街道沿いに所在。
- マルマン - 文具メーカー。2丁目の大久保通り沿いに本社を持つ。
- ブシロード - 住友中野坂上ビルに本社を持つ。
- 宮園グループ - 宮園自動車などを統括する総本部やメルセデス・ベンツの販売店が3丁目の大久保通り沿いにある。

## 主な施設

### 行政
- 中野区立東部地域センター
- 中野区立中部すこやか福祉センター
  - 仲町就労支援事業所

### 警察・消防
- 中野警察署
  - 中野坂上交番 - 青梅街道と山手通りの交差点、本町1丁目に所在。中央1-2丁目なども管轄する。
  - 鍋屋横丁交番 - 3丁目の青梅街道沿いに所在。
  - 中央五丁目交番 - 5丁目の青梅街道沿いに所在。
  - 城山地域安全センター - 3丁目の大久保通りに所在。2007年4月に城山交番から転換し、交番相談員が勤務する。
- 中野消防署本署（救急隊1）
  - 宮園出張所（救急隊1）

### 学校
- 実践学園中学・高等学校
- 堀越学園
- 宝仙学園

### 医療
- 東京医療生活協同組合新渡戸記念中野総合病院

### その他
- 鍋屋横丁
- 住友中野坂上ビル

- 駐日サウジアラビア王国大使館文化部 - 2丁目の大久保通りに所在。

### かつて存在した施設等
- 中野オデヲン座 - 鍋屋横丁にあった映画館。1950年に中野ロマンス座として開館、1979年に閉館。跡地はマンションとなっている。
- 新日本プロレス - ブシロード傘下になってから同じ住友中野坂上ビルに本社を置いていたが、その後、約200m離れた中野区本町1丁目に移転した。

## 宗教施設

### 寺
- 宝仙寺
- 慈眼寺 - 3丁目の青梅街道沿いに所在。金色の仏舎利塔が特徴的。
- 正行寺

### その他
- 天理教豊多摩分教会 - 2丁目の中野坂上駅そばに所在。

### 関連神社
- 氷川神社 - 近隣の東中野1丁目に所在。本地域を含む周辺一帯の鎮守社となっている。

## ゆかりの人物
- ヒロシ - 2丁目にマネジメント会社「ヒロシ・コーポレーション」を持つ。元は飲食店「ヒロシの店」であった。
- 五輪真弓 - 出身。
- 玉袋筋太郎 - 西新宿の出身で、高校は実践学園（当時は中野実践商業）。その後も域内にあった飲食店に通い続けていた。
- 大澄賢也 - 域内のダンススタジオでインストラクターをしている。
- 春日八郎 - 1丁目にマネジメント会社があった。
- 三遊亭圓生 (6代目) - かつて在住。

## ゆかりの作品
- 神田川 - 1973年にヒットしたかぐや姫の曲。1丁目の末広橋のたもとに歌碑が立つ。歌詞の舞台となったのはもう少し下流の方だが、1996年に神田川沿いの遊歩道整備が完了した際、「何か記念碑的なものが欲しい」ということでこの歌の碑が選ばれた。

## 関連番組
- 出没!アド街ック天国『中野坂上』（テレビ東京 2003年1月18日） - ゲストは来栖あつこ、川崎麻世、浜口順子。放映時は再開発が完了しており、高層ビル群が第1位であった。
- タモリ倶楽部『我ら電波ホットスポット探検隊』（テレビ朝日 2016年2月13日） - 成子天神社や新宿グランドタワーなどを巡り、最後にアクロスシティ中野坂上を訪れた。

## ギャラリー

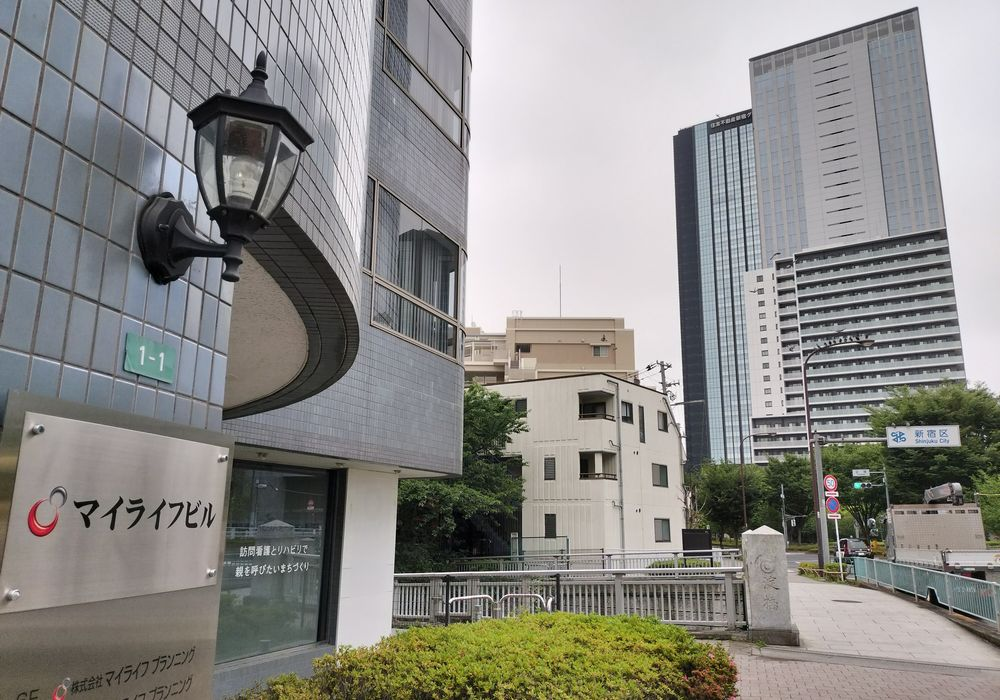
中央1丁目1番1号は淀橋のそばにある
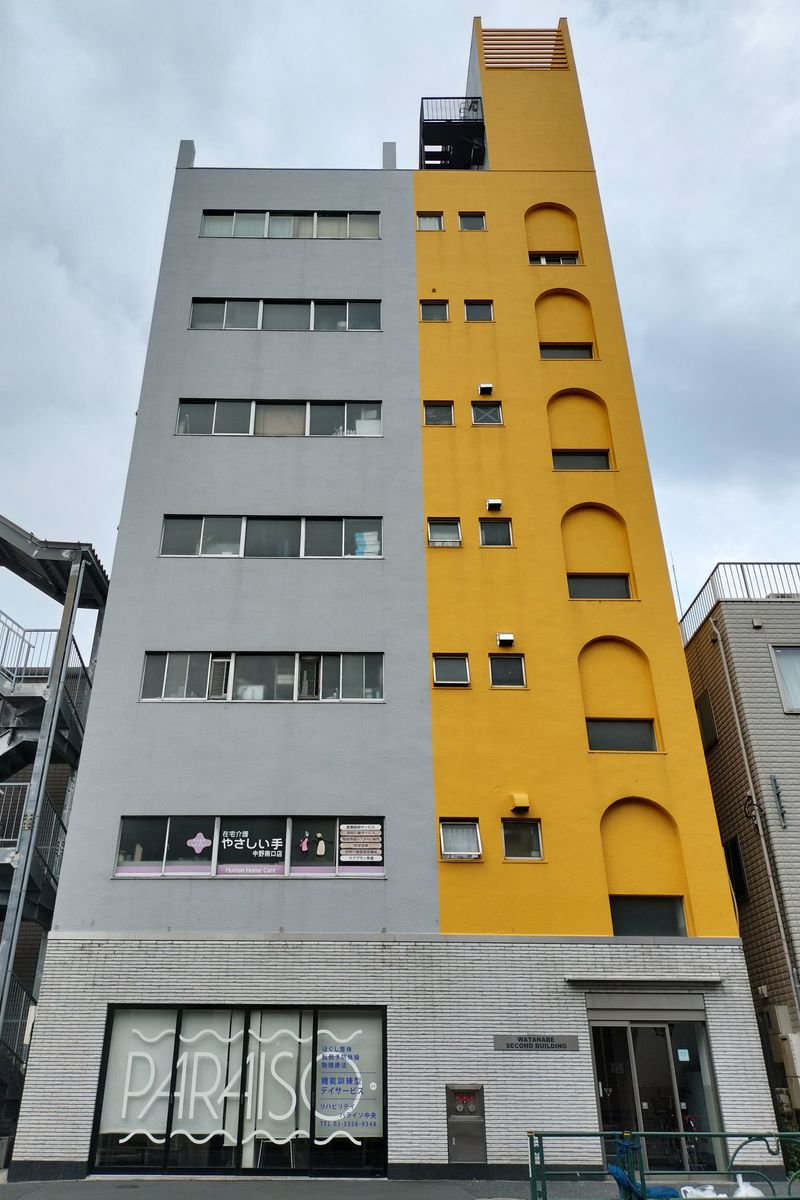
ワタナベセカンドビル。3丁目の大久保通り沿いにある。

## その他

### 日本郵便
- 郵便番号 : 164-0011[3]（集配局 : 中野郵便局[15]）。

### 選挙区
かつては、衆議院議員総選挙においては東京都第7区に属していたが、2022年（令和4年）の公職選挙法改正による区割りの変更で新設された東京都第27区に移行した。